# Такая длинная, длинная дорога…
«Такая длинная, длинная дорога…» — советский телевизионный художественный фильм, снятый режиссёром Виктором Окунцовым на студии «Лентелефильм» в 1969 году и поставленный в план кинопроката в 1970 году. Выход фильма задержали из-за цензуры — фильм вышел на экраны в 1972 году, уже после смерти Павла Луспекаева, сыгравшего главную роль.

## Сюжет
После Великой Отечественной войны прошло более 25 лет. Пожилой ленинградский рабочий Иван Васильевич Артамонов выходит на пенсию и решает осуществить заветную мечту — найти могилу своего сына Василия, пропавшего без вести во время войны, и поставить на ней памятник сыну. О судьбе сына ничего неизвестно, однако Артамонов знает, в каких местах тот воевал в 1942 году. Он отправляется в путь на поезде. Не доезжая до нужной станции, Артамонов узнаёт от старушки-попутчицы, что неподалёку находится могила одного из солдат, погибших во время оборонительный боёв. Решив, что это могила сына, Артамонов находит её и делает из досок памятник-обелиск. Однако к могиле приходят офицеры, которые говорят Артамонову, что это могила лётчика, сбитого во время войны, чьё имя только недавно удалось установить.
Офицер военкомата рассказывает Артамонову о том, что у деревни Бережки, где идёт большая стройка, недавно нашли останки солдата и его красноармейскую книжку. Имя (Василий Иванович) и год рождения (1922) совпадают, но фамилия на листке оторвана. Артамонов ставит памятник и этому солдату, однако местные дети, охраняющие могилу, показывают ему ложку, на которой выбита фамилия «Семёнов».
Ещё по пути Артамонов встречает молодых стройотрядовцев, которые обнаружили в лесу полуразрушенную землянку времён войны. Артамонов достраивает землянку, чтобы те, кто приходит помянуть павших воинов, смогли увидеть её такой, какой она была в ту войну.
Наконец Артамонов приезжает на станцию, где кладовщиком работает бывший сослуживец сына. Раньше Артамонов уже писал ему, но тот не ответил. Сейчас кладовщик говорит, что не писал, потому что и сам он, и сын Артамонова были в плену, причём Василий Артамонов сам сдался в плен и после войны не захотел возвращаться на родину. Однако затем, взглянув на фотографию сына, кладовщик замечает, что он выглядит иначе, чем тот предатель: видимо, сдавшийся в плен решил скрыть своё имя и использовал документы убитого Василия Артамонова.
Так и путешествует Иван Артамонов по России, ставя памятники погибшим солдатам Великой Отечественной войны.

## В ролях
- Павел Луспекаев — Иван Васильевич Артамонов
- Вера Кузнецова — старушка в поезде
- Михаил Храбров — кладовщик
- Анатолий Степанов — полковник
- Юрий Дедович — подполковник
- Юрий Червоткин — лейтенант
- Петр Шелохонов — офицер военкомата
- Пантелеймон Крымов — орденоносец
- Георгий Колосов — хозяин дачи
- Александр Соколов — Савченко
- Инесса Кириллова — Груня
- Любовь Малиновская — соседка
- Тамара Тимофеева — Анна Сергеевна
- Андрей Ананов — стройотрядовец
- Сергей Дворецкий — стройотрядовец
- Николай Федорцов — стройотрядовец
- Сергей Полежаев — офицер
- Владимир Курков — шофёр
- Любовь Тищенко — эпизод
- Эммануил Виторган — Светляков (указан в титрах, но в фильме не появляется — его эпизоды были вырезаны цензурой, как и часть первой сцены фильма).

## Съёмочная группа
- Авторы сценария: Юзеф Принцев
- Постановка: Виктор Окунцов
- Главный оператор: Вячеслав Бабенков
- Композитор: Марат Камилов
- Звукооператор: С. Дешковский
- Художник: Станислав Романовский
- Режиссёр: Павел Луспекаев